# NGC 1347/2
NGC 1347/2 је спирална галаксија у сазвежђу Еридан која се налази на NGC листи објеката дубоког неба.
Деклинација објекта је - 22° 17' 27" а ректасцензија 3h 29m 41,2s. Привидна величина (магнитуда) објекта NGC 1347 износи 15,2 а фотографска магнитуда 16,0. NGC 13472 је још познат и под ознакама ESO 548-27, MCG -4-9-17, VV 23, ARP 39, AM 0327-222, PGC 816443.